# SN 2025gj
SN 2025gj(= DLT25a)는 2025년 1월 8일에 발생한 Ia형 초신성이며, 극대 광도는 +13.7이다. NGC 2986에서 발생하였으며, 밝기가 3개월 이상 지속되었다.

## 갤러리

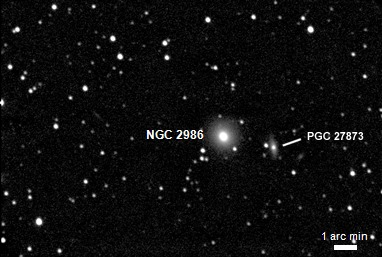
David's Astronmy에서 촬영한 SN 2025gj의 모습이다. 현재 사진에서의 밝기는 +14.4로 조금 줄어든 상태이다.